# Droga wojewódzka nr 919
Droga wojewódzka nr 919 (DW919) – droga wojewódzka w zachodniej części województwa śląskiego o długości 36 km łącząca Racibórz z Sośnicowicami. Droga przebiega przez 2 powiaty: raciborski (gmina Nędza, gmina Kuźnia Raciborska), gliwicki (gmina Sośnicowice). DW919 jest główną drogą łączącą powiat raciborski z autostradą A4 w kierunku GOP oraz z Gliwicami.

## Miejscowości leżące przy trasie DW919
- Racibórz
  - Racibórz-Ostróg (DW915, DW935)
  - Racibórz-Markowice (DW923)
- Babice
- Nędza (DW922)
- Szymocice
- Jankowice
- Rudy (DW920, DW921, DW425)
- Bargłówka
- Trachy
- Sośnicowice (DW408)